# Lobelia hintoniorum
Lobelia hintoniorum là loài thực vật có hoa trong họ Hoa chuông. Loài này được B.L.Turner mô tả khoa học đầu tiên năm 1995 publ. 1996.